# Encuentro de Las Raíces
Se conoce como Encuentro de Las Raíces a la reunión semisecreta que se celebró en el paraje conocido como Las Raíces el 16 o 17 de junio de 1936, un mes antes del estallido de la Guerra civil española. En efecto, el paraje fue el escenario de una reunión entre los principales mandos militares de Tenerife, el general Franco, entonces comandante general de Canarias, y otros oficiales del Ejército y políticos derechistas, con el objeto de poner a punto los planes para la inminente sublevación.
La reunión fue registrada por el fotógrafo Adalberto Benítez, autor de una toma que constituye la imagen del evento. Su simbolismo en la preparación de la sublevación fue la razón por la que el paraje fue declarado conjunto histórico en 1964. Ya en 1956 se construyó un monumento conmemorativo que estuvo en pie hasta 2015, cuando fue derribado por el Cabildo Insular de Tenerife, al considerarlo contrario a lo dispuesto en la ley de Memoria Histórica de 2007.
El 23 de junio de 1936, el general Franco envió una carta a Casares Quiroga con un doble motivo: templar gaitas sobre la rebelión en marcha y justificar la reunión de Las Raíces. En la carta se instaba al gobierno para que se dejase aconsejar por los generales que, «exentos de pasiones políticas», se preocupaban por las inquietudes y preocupaciones de sus subordinados ante los graves problemas de la Patria. Casares Quiroga no respondería a la carta.

## Participantes
Un centenar de oficiales y suboficiales participantes aparecen en la imagen de Adalberto Benítez, pero a su vez se conoce que estuvieron presentes algunos políticos. 
- Francisco Franco Bahamonde, comandante general de Canarias.
- Francisco Franco Salgado-Araujo, general
- Isidoro Cáceres Ponce de León, comandante
- Teódulo González Peral, coronel
- Eduardo Pintado, coronel
- Sánchez Pinto
- Rafael Díaz Llanos
- Juan Pallero
- Martínez Fuste
- José Rañal Lorenzo, capitán de la Guardia Civil.
- Lorenzo Martínez Fuset, teniente coronel.[10]
- Luis Orgaz Yoldi, general.[11]

## Acuerdos
Uno de los presentes afirmó posteriormente que en el encuentro «nos juramentamos a seguir ciegamente y con fe inquebrantable, dándole así la confianza plena en estas guarniciones».

## Polémicas
Se ha hablado de manipulación en la instantánea de Adalberto Benítez con la intención de incorporar a Franco a la foto, donde parece que inicialmente no estaba. Del mismo modo, se discute cómo fue posible que una reunión que pretendía un levantamiento militar no fuera detectada por el Gobierno y la inteligencia militar.